# Lois Weinberger (Politiker)
Lois Weinberger (* 22. Juni 1902 in Markt Eisenstein, Böhmen; † 17. März 1961 in Wien) war ein österreichischer Gewerkschafter, Politiker (VF/ÖVP) und Widerstandskämpfer.

## Leben
1916 kam er in das Gymnasium der Salesianer nach Wien und – nach der Auflösung des Gymnasiums – 1920 in das Knabenseminar Hollabrunn, wo er im Jahr 1924 maturierte.
In dieser Zeit stieß Weinberger zur katholischen Mittelschülerbewegung und begegnete im „Christlichen Deutschen Studentenbund“ erstmals Felix Hurdes und leitete die Neuland-Gruppe Wieden und Margareten (siehe Bund Neuland).
Nach der Matura im Jahr 1924 begann er ein Studium der Staats- und Wirtschaftswissenschaften in Wien. Er engagierte sich im „Jungkatholischen Hochschulring“, übernahm 1929 die Stelle eines Sekretärs der Christlichen Gewerkschaften Österreichs. Im selben Jahr brach er sein Studium ab und wurde 1934 Obmann der Angestellten-Gewerkschaft in den Geld-, Kredit- und Versicherungsinstituten. Am 19. Februar 1935 wurde Weinberger als Vertreter der Unselbständigen in der Berufsgrupp Geld-, Kredit- und Versicherungswesen Mitglied des Bundeswirtschaftsrates. 1936 wurde er in den Führerrat der Vaterländischen Front berufen.
Von 1940 bis 1945 war Weinberger Führer der illegalen christlichen Gewerkschaftsbewegung und baute in dieser Zeit gemeinsam mit christlichen Gewerkschaftern, wie zum Beispiel Erwin Altenburger in Wien eine Widerstandsgruppe auf, die später die Gründung einer neuen einheitlichen Christlichen Arbeiterbewegung vorbereitete. Lois Weinberger hatte Kontakt zu Carl Friedrich Goerdeler, einem der führenden zivilen Köpfe der Deutschen Widerstandsbewegung, der ihn auch in seiner Wohnung in Wien besuchte. Weinberger stand weiters in Kontakt mit einer Widerstandsgruppe rund um Kaplan Heinrich Maier.
Wegen seiner Tätigkeit im österreichischen Widerstand und der politischen Beteiligung am Attentat vom 20. Juli 1944 wurde am 14. Oktober 1944 von Ernst Kaltenbrunner aus Berlin ein Schutzhaftbefehl auf Weinberger ausgestellt, da er „sich für eine illegale Geheimorganisation hochverräterisch betätigte“. Daraufhin wurde er im Herbst 1944 von der Gestapo verhaftet und verhört und verblieb einige Zeit im Wiener Polizeigefangenenhaus, der sogenannten „Liesl“. Von dort wurde er bald darauf in das KZ Mauthausen deportiert. Mitte Jänner 1945 wurde er mit seinen Mitgefangenen Figl, Kottik, Mayer-Gunthoff, Pernter, Troidl und Wiesbauer nach Wien in die „Liesl“ zurückgebracht und Anfang Februar 1945 in das Landesgericht Wien, das sogenannte „Graue Haus“, überstellt, wo die Hinrichtungen stattfanden. Seiner Hinrichtung entging er durch die Befreiung Wiens durch die Rote Armee – am 5. April 1945 wurde den „Politischen“ mitgeteilt, dass sie freigehen könnten, und am 6. April „zeitig am Morgen öffneten sich ihre Türen […] und sie gingen durch das große Tor des ‚Grauen Hauses‘ in die Freiheit“.
Weinberger war von 1945 bis 1953 Abgeordneter zum Nationalrat und Gründer des ÖAAB, sowie von 1945 bis 1960 dessen Bundesobmann. Weiters war er Vizepräsident und Gründer des ÖGB (1945–1946), Mitbegründer der ÖVP und deren Bundesobmann-Stellvertreter (1945–1960), Mitglied des Wiener Gemeinderates (1945–1961) sowie Vizebürgermeister und Landeshauptmann-Stellvertreter von Wien (1946–1959).
1945 war er Unterstaatssekretär im Staatsamt für soziale Verwaltung, von 1945 bis 1947 Bundesminister ohne Portefeuille. Während seiner politischen Laufbahn war Weinberger eng mit Karel Schwarzenberg befreundet, den er finanziell unterstützte.
Über Erinnerungen an die Zeit der NS-Diktatur schrieb Weinberger das Buch „Tatsachen, Begegnungen und Gespräche. Ein Buch um Österreich“.

## Ehrungen
- 1958: Großes Verdienstkreuz mit Stern und Schulterband der Bundesrepublik Deutschland